# Frederic Hervey Foster Quin

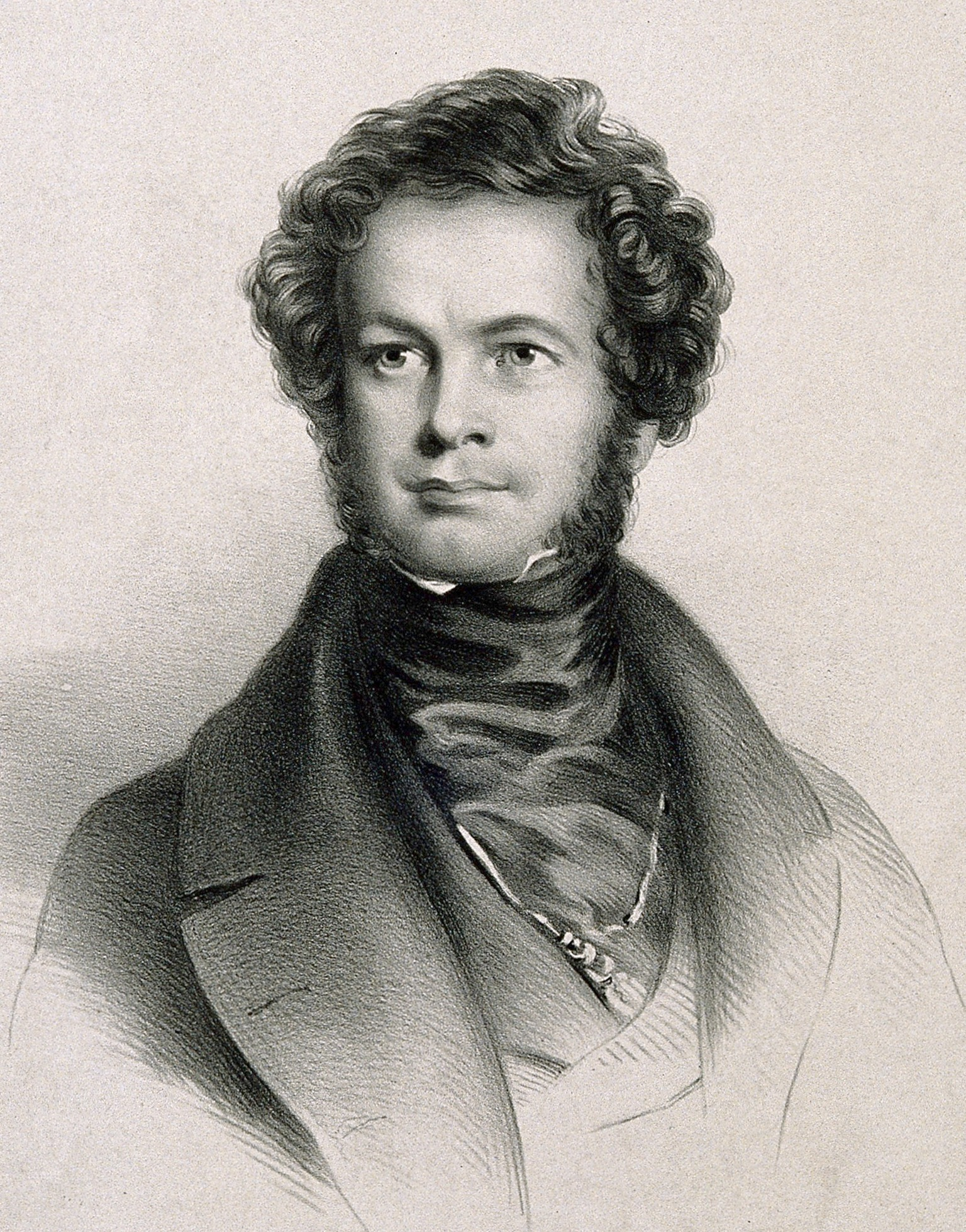
Frederick Foster Quin

Frederic Hervey Foster Quin  (12 de febrero de 1799 - 24 de noviembre de 1878) fue el primer especialista en homeopatía de Inglaterra.

## Vida

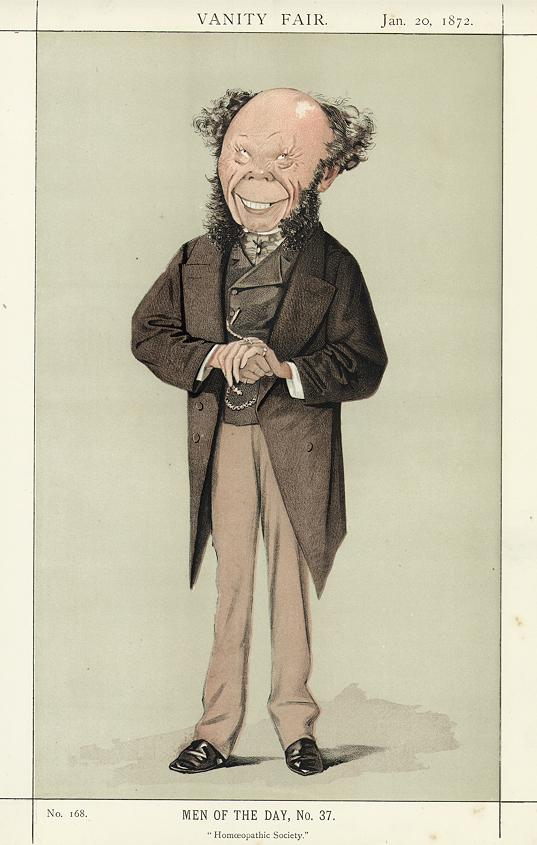
Quin por Adriano Cecioni en Vanity Fair, 1872

Quin nació en Londres y pasó sus primeros años en un colegio de Putney, al frente del cual estaba el hijo de la escritora Sarah Trimmer. En 1827 le enviaron a la Universidad de Edimburgo, donde se graduó en medicina el 1 de agosto de 1820. En diciembre de 1820 viajó a Roma como médico particular de Elizabeth Cavendish.  Allí la atendió durante su enfermedad, de carácter mortal, en marzo de 1824. Al volver a Londres fue nombrado médico de Napoleón I en la Isla de Santa Helena, pero el emperador murió el 5 de mayo de 1821, antes de que Frederic partiese hacia la isla desde Inglaterra. En julio de 1821 comenzó a ejercer en Nápoles y gracias a su don de gentes se hizo popular entre los ingleses que allí residían, entre los que se encuentran Sir William Gell, Sir William Drummond, y la Condesa de Blessington. También en Nápoles conoció al Dr. Neckar, un discípulo de Samuel Hahnemann, el fundador de la homeopatía, y se quedó muy impresionado con lo que aprendió sobre el sistema homeopático de medicina. Viajó a Leipzig en 1826 para estudiar su trabajo, y volvió a Nápoles como firme seguidor de la medicina homeopática. En su paso por Roma durante su viaje de vuelta fue presentado al príncipe Leopoldo de Sajonia-Coburgo, quien más tarde sería rey de Bélgica, y al poco tiempo dejó Nápoles para convertirse en el médico de la familia en Inglaterra. Hasta mayo de 1829 Quin siguió trabajando para el príncipe ya fuese en Marlborough, Londres o en Claremont, Surrey ampliando así su relación  con los círculos de la aristocracia.  Desde mayo de 1829 hasta septiembre de 1831 ejerció en París, aplicando en su mayoría los principios de Hahnemann. En septiembre de 1831 y tras consultar con Hahnemann el tratamiento del cólera, se marchó a Tischnowitz, en Moravia, donde la enfermedad se estaba propagando con violencia. Él mismo contrajo la enfermedad, pero poco después retomó su trabajo y se quedó allí hasta que el cólera desapareció. Su tratamiento consistía en administrar a sus pacientes alcanfor durante la primera fase y ipecacuana y arsénico posteriormente.
Finalmente, en julio de 1832 se instaló en Londres, en el 19 de King Street, St. James, mudándose de nuevo en 1833 al número 13 de Stratford Place, e introdujo en el país la homeopatía.  Periódicos especializados en medicina le tacharon de curandero, pero consiguió muchos adeptos a esta medicina y su consultorio creció rápidamente, gracias tanto a su atractiva personalidad como a sus habilidades médicas. Pero la oposición del gremio se prolongó en el tiempo. En febrero de 1838, con Quim como candidato a ser miembro del club de caballeros  Athenæum Club, un grupo de médicos, liderados por John Ayrton Paris, quien en privado atacó a Quim con agresividad, acto por el que tuvo que disculparse, se opusieron a su entrada en este club de caballeros. Desde el 16 de junio de 1845 fue el médico privado de la Duquesa de Cambridge.
En 1839 Quin terminó el primer volumen de su traducción de la obra Materia Medica Pura de Hahnemann, pero un incendio en su imprenta destruyó la edición completa de quinientas copias, y problemas de salud le impidieron volver a imprimir la obra. En 1843 creó una pequeña clínica, por muy poco tiempo, a la que llamó St. James's Homœopathic Dispensary. En 1844 fundó la Sociedad británica de homeopatía, de la cual fue elegido presidente.  Gracias a sus esfuerzo se creó en 1850 el Hospital homeopático de Londres. Se convirtió en una institución permanente, hoy situado en Great Ormond Street. En 18 de octubre de 1859 fue nombrado presidente de terapéutica y de materia medica  en el colegio médico del hospital, y dio una serie de conferencias.
Quin fue muy popular en la sociedad londinense. En los círculos aristocráticos, literarios, artísticos y dramáticos fue siempre bienvenido. Fue prácticamente el último de los grandes ingenios de la sociedad de Londres, y ninguna cena era un éxito sin su presencia. Entre sus amigos estaban Charles Dickens, William Thackeray, los Bulwers, Macready, Landseer, y Charles Mathews. En educación, vestimenta, y pasión por los mejores caballos imitó a Count D'Orsay. Tras padecer de asma, murió en Garden Mansions, Queen Anne's Gate, Westminster, el 24 de noviembre de 1878, y fue enterrado en el cementerio Kensal Green Cementery el 28 de noviembre.

## Obras
- Du Traitement Homœopathique du Choléra avec notes et appendice,  Paris, 1832, dedicado a Louis-Philippe.
- Pharmacopœia Homœopathica,  1834, dedicado al rey de Bélgica.

También escribió el prólogo de British Homœopathic Pharmacopœia,  publicado por la Sociedad británica de homeopatía en 1870, y fue le editor de la segunda edición, publicada en 1876.